# Wild Waves Theme Park
Wild Waves Theme Park est un parc d'attractions situé à Federal Way, dans l'État de Washington. Ouvert depuis 1977, c’est l’une des destinations les plus populaires de la côte pacifique. Il appartient à CNL Lifestyle Properties et est dirigé par NorPoint Entertainment.
Il a été dirigé par PARC Management de 2007 à 2010.

## Histoire
Connu à son ouverture en 1977 sous le nom Enchanted Village, son propriétaire, Byron Betts propose plus d'une douzaine d’attractions. En 1984, un parc aquatique du nom  de Wild Waves Waterpark est construit afin de compléter l'offre. Ce complexe touristique est alors connu sous le nom Enchanted Parks.
En 2000, Six Flags rachète le parc pour 19,3 millions de dollars. Le parc est alors agrandit et il compte alors plus de 20 attractions.
En avril 2007, Six Flags revend le parc à la CNL Income Properties qui le renomme Wild Waves Theme Park et le place sous la gérance de PARC Management.
CNL Lifestyle Properties annonça le 25 janvier 2011 la nouvelle gestion de ses huit parcs de loisirs. Wild Waves Theme Park fut ainsi placé sous la gérance de NorPoint Entertainment.

## Le parc d'attractions

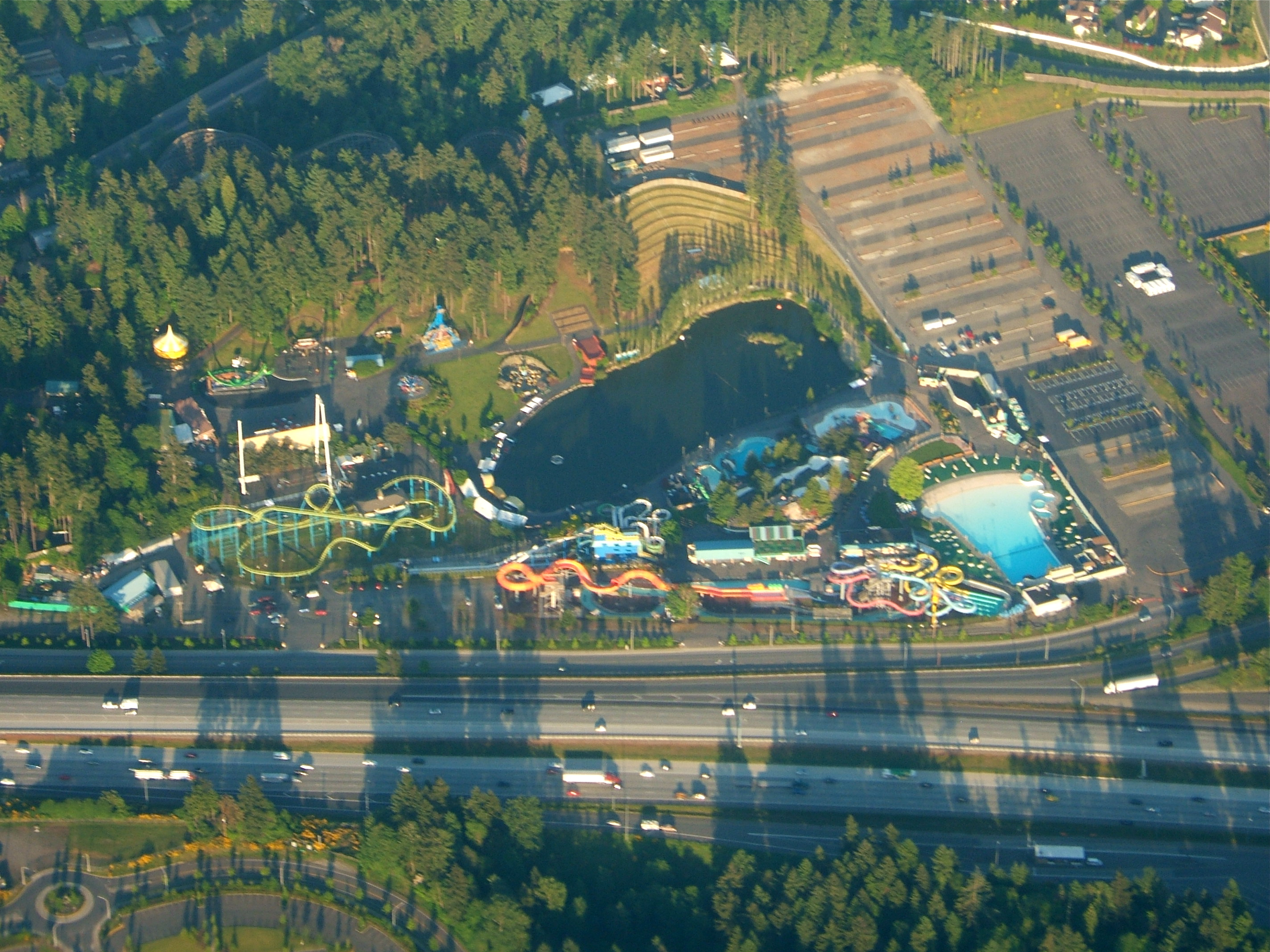
Vue aérienne du parc.

Le parc est divisé en zones thématiques :
- Old West Territory
- Northwest Territory
- The Hill
- Park Center
- Kid's Kingdom

### Les montagnes russes
| Nom de l'attraction  | Type                     | Constructeur   | Année d'ouverture |
| -------------------- | ------------------------ | -------------- | ----------------- |
| Klondike Gold Rusher | Wild mouse               | Zamperla       | 2002              |
| Timberhawk           | Montagnes russes en bois | S&S Worldwide  | 2003 (7 juillet)  |
| Tornado              | Montagnes russes assises | Zamperla       | 1997              |
| Wild Thing           | Montagnes russes assises | Arrow Dynamics | 1997 (24 juin)    |

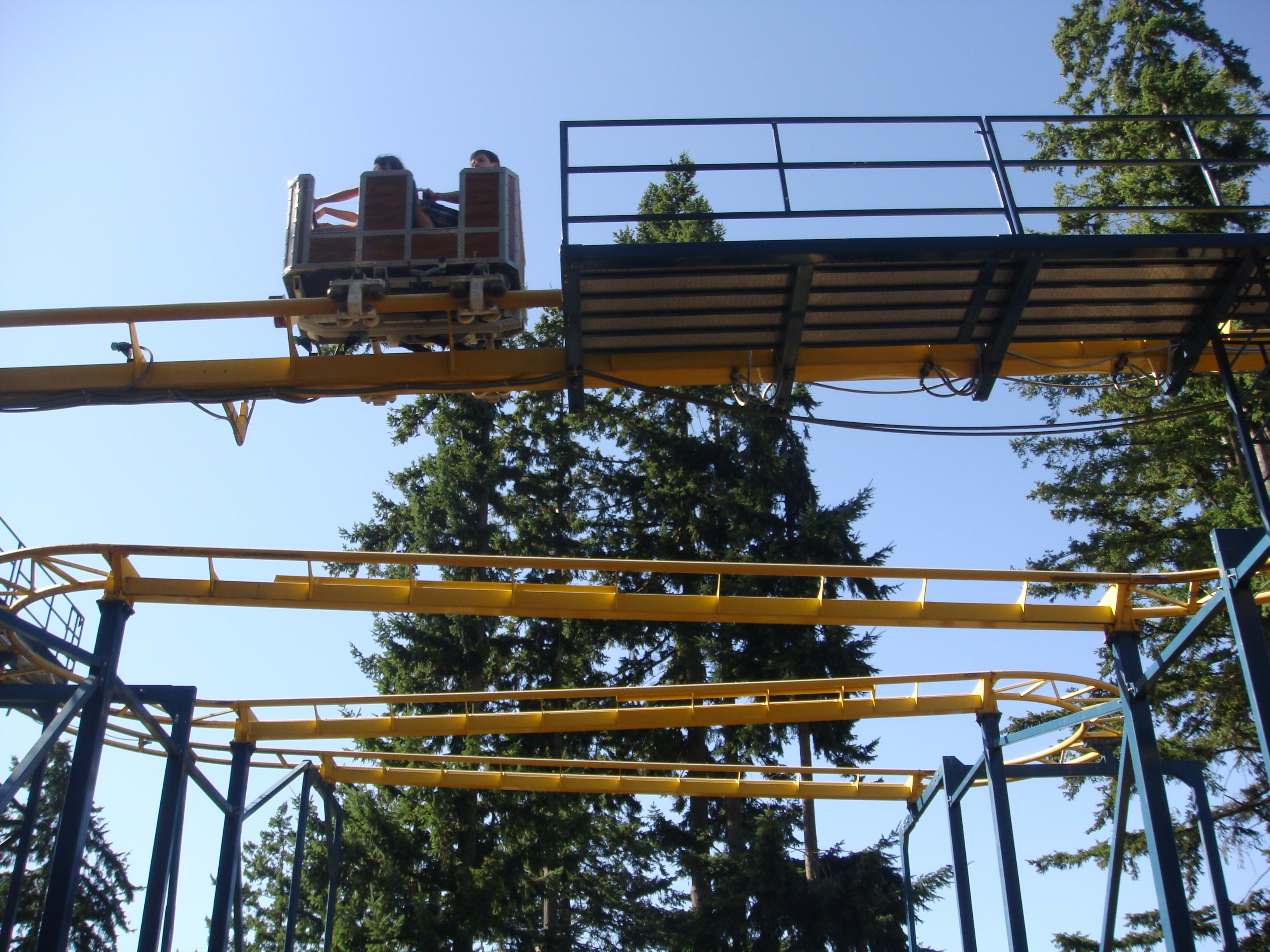
Klondike Gold Rusher
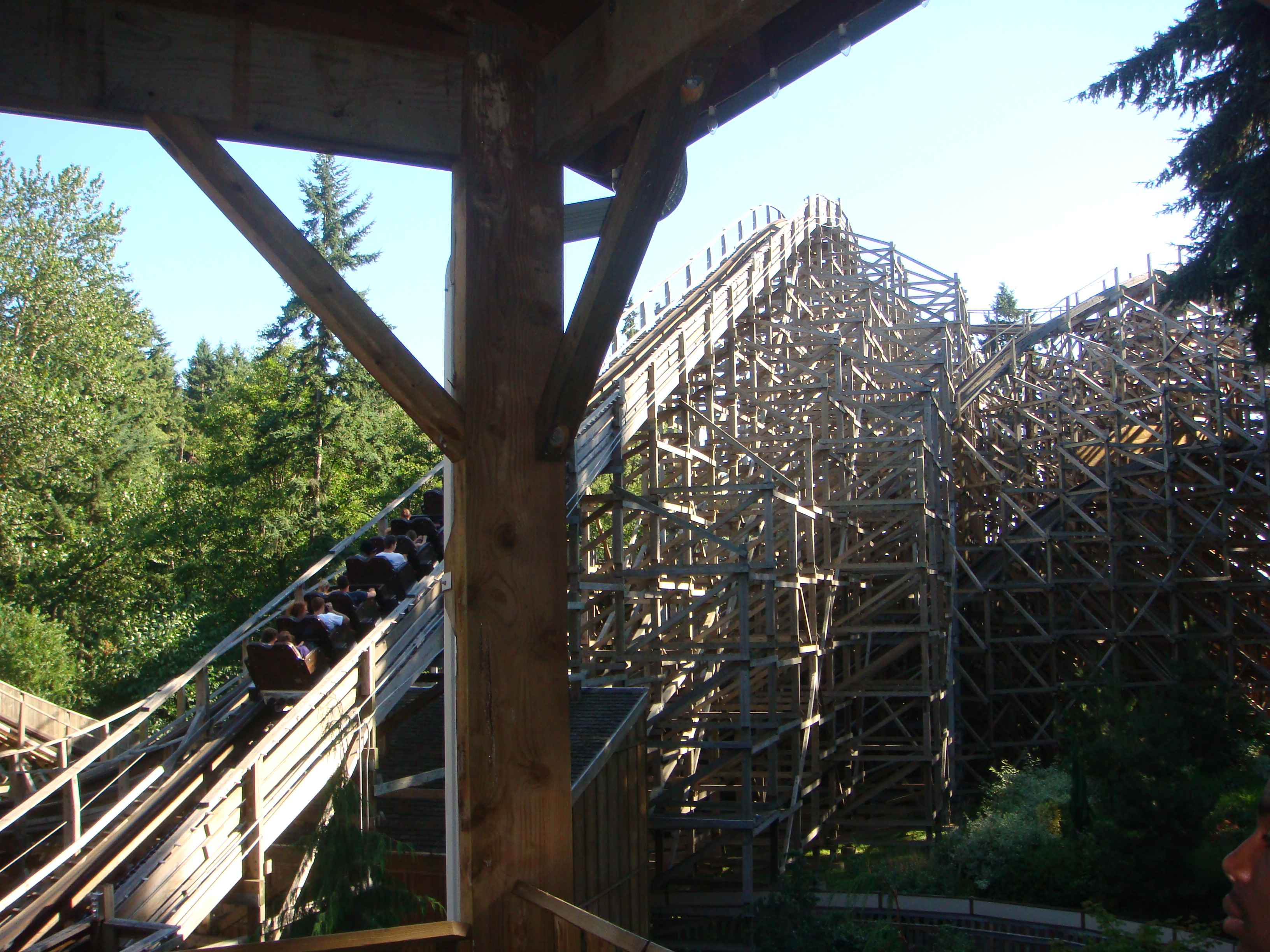
Timberhawk
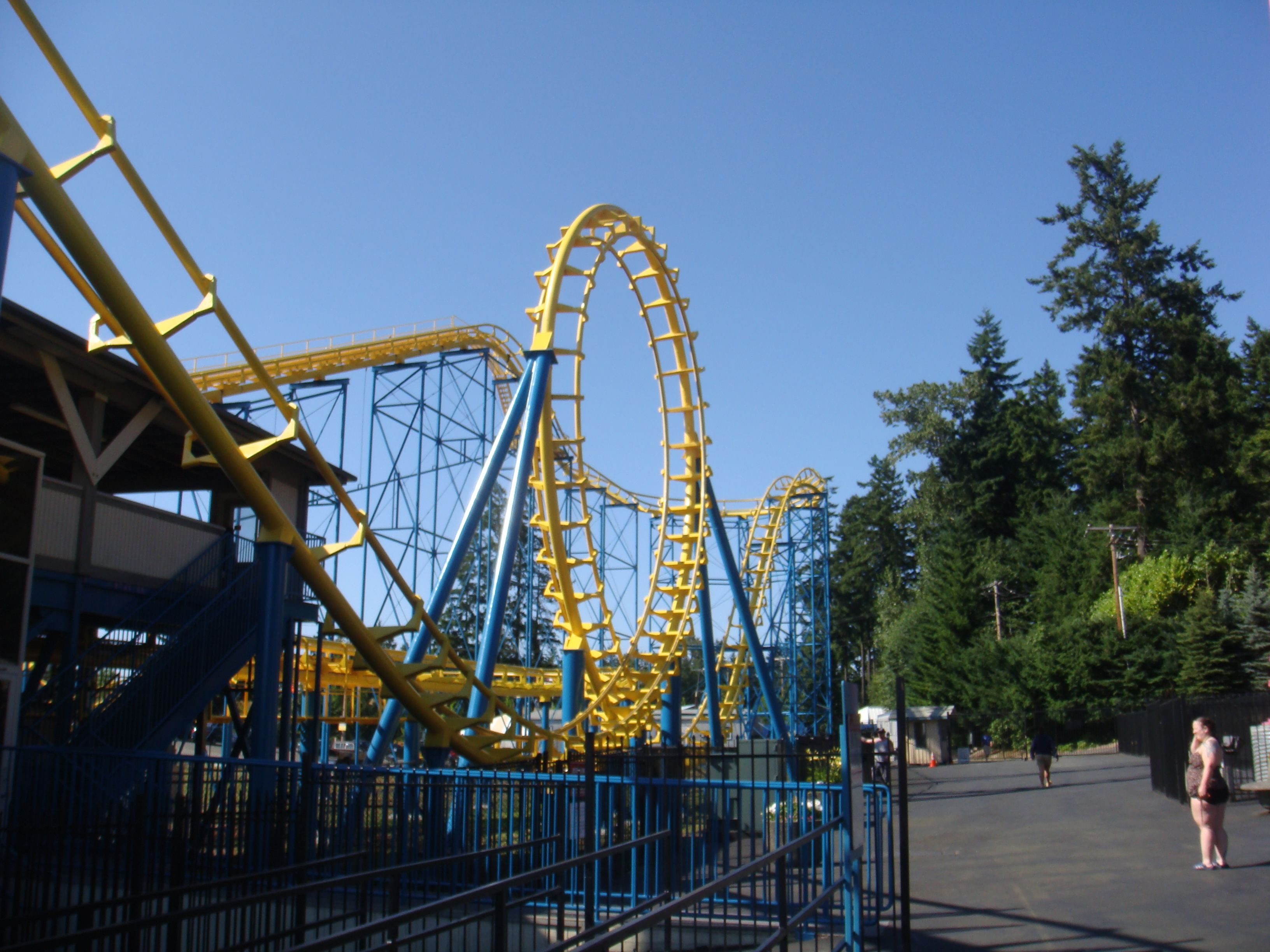
Wild Thing

### Autres attractions
- The Gambler (2002) Chance Rides
- Dodge'ms Bumper Cars (2002) Zamperla
- The Wagon Train (2002) Zamperla
- Giant Sack Slide
- Lumberjack Falls (2002) Zamperla
- The Timber Axe (2002) Zamperla
- The Tip Top - (1977) Mack Rides Tasses
- Enchanted Railway (2002) Zamperla
- Red Baron
- Pirate Ship - (1980) Bateau à bascule Huss Rides
- Paratrooper
- Antique Carousel
- Ring of Fire - (1990)
- Octopus - Octopus
- Hang Glider -(2002) Zamperla
- Ferris Wheel - Grande roue
- Falling Star - (1986)
- I-5 Sky Dive - (1999) Tour de chute
- Scrambler - Scrambler (1988) Eli Bridge Company
- Kiddie Coaster - (1997) Zamperla
- Kang A Bounce - (2007) Zamperla
- Space Racer
- Ferris Wheel - Grande roue
- Kiddie Combo
- Miniature Car Ride
- The Frog Hopper - S&S Worldwide

## Le parc aquatique
- Zooma Falls
- Hooks Lagoon
- Konga River
- Bonzai Giant Waterslide
- Python Bonzai Giant Waterslide
- Rampage Bonzai Giant Waterslide
- Bobsled Bonzai Giant Waterslide
- Konga River Tube Slides
- Wavepool
- Raging River
- Speed Slides
- Arrowhead Splashdown
- Activity Pool
- Warming Tubs